# Thrinchinae
Thrinchinae es una subfamilia de saltamontes de la familia Pamphagidae. Thrinchinae se distribuye en el norte de África, Europa y Asia.

## Géneros
Los siguientes géneros pertenecen a la subfamilia Thrinchinae:
- tribu Haplotropidini Sergeev, 1995
  - Haplotropis Saussure, 1888
  - Humphaplotropis Xiao, Yin & Yin, 2013
  - Sinohaplotropis Cao & Yin, 2008
  - Sulcohumpacris Yin, Yin & Cao, 2017
- tribu Thrinchini Stål, 1876
  - Asiotmethis Uvarov, 1943
  - Atrichotmethis Uvarov, 1943
  - Beybienkia Tsyplenkov, 1956
  - Dhofaria Popov, 1985
  - Eoeotmethis Zheng, 1985
  - Eotmethis Bey-Bienko, 1948
  - Eremocharis Saussure, 1884
  - Eremopeza Saussure, 1888
  - Eremotmethis Uvarov, 1943
  - Filchnerella Karny, 1908
  - Glyphanus Fieber, 1853
  - Glyphotmethis Bey-Bienko, 1951
  - Iranotmethis Uvarov, 1943
  - Melanotmethis Uvarov, 1943
  - Mongolotmethis Bey-Bienko, 1948
  - Pezotmethis Uvarov, 1943
  - Prionotropis Fieber, 1853
  - Rhinotmethis Sjöstedt, 1933
  - Strumiger Zubovski, 1896
  - Thrinchus Fischer von Waldheim, 1833
  - Tmethis Fieber, 1853
  - Tuarega Uvarov, 1943
  - Utubius Uvarov, 1936